# Groebertherium
Groebertherium is een geslacht van uitgestorven dryolestide zoogdieren uit de Los Alamitos en Allen-formaties uit het Laat-Krijt van Argentinië. Het is verwant aan dryolestiden uit de clade Meridiolestida.

## Naamgeving
De typesoort Groebertherium stipanicici werd in 1986 benoemd en beschreven door José Fernando Bonaparte. De geslachtnaam eert Gustav Groeber die in het begin van de twintigste eeuw veel onderzoek verrichtte naar Mesozoïsche zoogdieren en verbindt diens naam met een Grieks therion, 'beest'. De soortaanduiding eert Pedro N. Stipanicic.
Het holotype is MACN-RN 13, een bovenste linkerkies. Een twintigtal losse kiezen is toegewezen, sommige als paratypen. Bonaparte benoemde in 1986 nog een tweede soort, Groebertherium novasi, waarvan de soortaanduiding Emilio Novas eert. Hiervan is het holotype MACN-RN 19, een duidelijk kleinere linkerkies. Rougier concludeerde in 2008 dat beide soorten identiek waren en stelde ook vast dat het holotype van de typesoort zoek was. Hij stelde voor MACN-RN 19 als het neotype te gaan beschouwen. Bonaparte verwierp in 2015 de synonymie en wees er ook op dat in ieder geval een van de paratypen als neotype zou moeten worden aangewezen.

## Beschrijving
De kiezen hebben een breedte overdwars van anderhalve millimeter. De kiezen van de bovenkaak vormen op he kauwvlak bekeken kleine driehoeken met de naar buiten gerichte paracoon als grootste knobbel. De kiezen van de onderkaak staan omgekeerd, wat het kauwen efficiënter maakt.

## Fylogenie
Groebertherium werd consequent gevonden als een dryolestide binnen Dryolestida en buiten Meridiolestida, hoewel de exacte positionering varieert tussen verschillende onderzoeken. Rougier et alii 2011 bijvoorbeeld, vonden het als een lid van Dryolestidae, waardoor het een overblijfsel is van deze clade met een kloof van veertig miljoen jaar ten opzichte van de jongste noordelijke dryolestiden, terwijl Harper et alii het in 2018 vonden als iets dichter bij Meridiolestida dan bij noordelijke dryolestiden staand.
Nieuwe fossiele vondsten, beschreven in 2024, leidden tot de conclusie dat Groebertherium in feite toch tot de Meridiolestida behoort. De kenmerken van dryolestoiden van de noordelijke continenten zijn te beschouwen als convergente evolutie.

## Paleobiologie
In tegenstelling tot de overige Meridolestida, behoudt het een parastylare haak op zijn molariforme tanden. Daarom was het waarschijnlijk minder gespecialiseerd in overdwars kauwen. Het leek veel op Dryolestes, wat wijst op een vergelijkbare tenrec- of egelachtige levensstijl.